# Astragalus haesitabundus
Astragalus haesitabundus es una especie de planta del género Astragalus, de la familia de las leguminosas, orden Fabales.

## Distribución
Astragalus haesitabundus se distribuye por Cáucaso y Azerbaiyán.

## Taxonomía
Fue descrita científicamente por Lipsky. Fue publicada en Trudy Imp. S.-Peterburgsk. Bot. Sada 13: 290 (1894).